# Jutphaas
Jutphaas es un antiguo pueblo y un antiguo municipio de la provincia de Utrecht en los Países Bajos, fusionado el 1 de julio de 1971 con Vreeswijk para formar el nuevo municipio de Nieuwegein. El municipio, creado en 1812, lo formaban la villa de Jutphaas y las aldeas de 't Gein, Rijnhuizen, Hoog-Raven, Laag-Raven y West-Raven. En 1850 contaba con 389 casas y 2100 habitantes.
Se encuentra integrado parcialmente en el distrito de Jutphaas-Wijkersloot, área de expansión del antiguo pueblo.

## Galería de imágenes

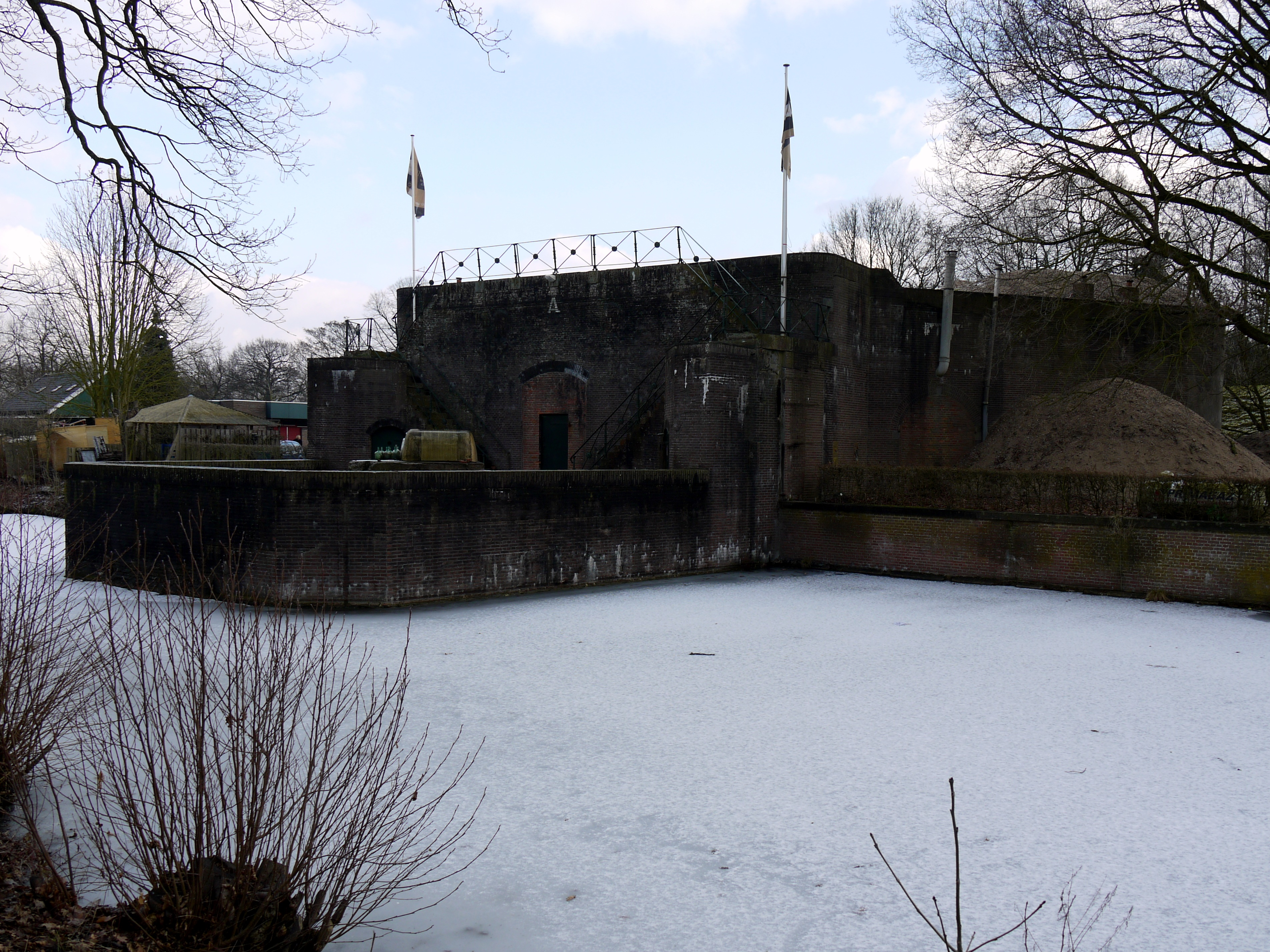
FortJutphaas
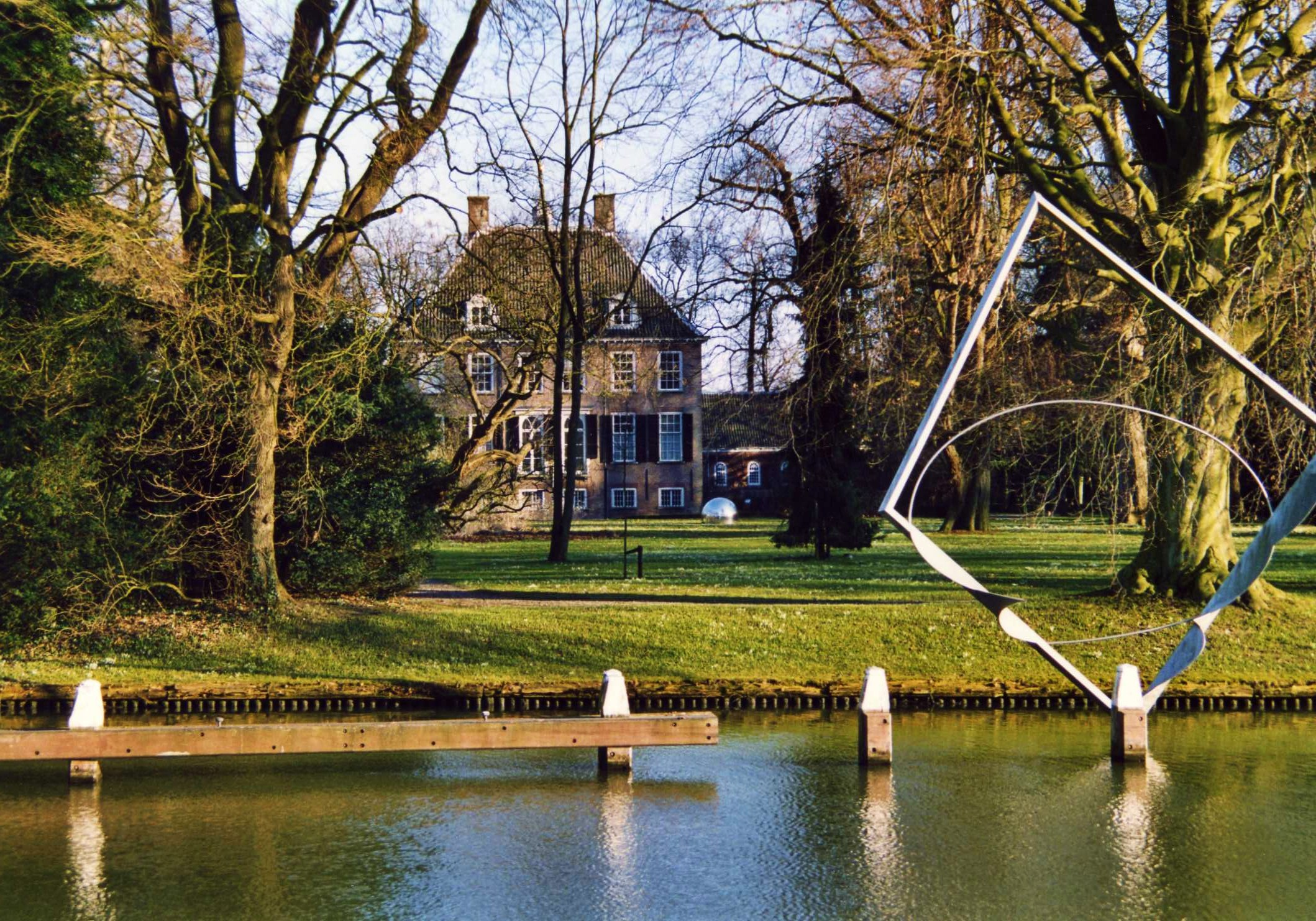
Parque Rijnhuizen
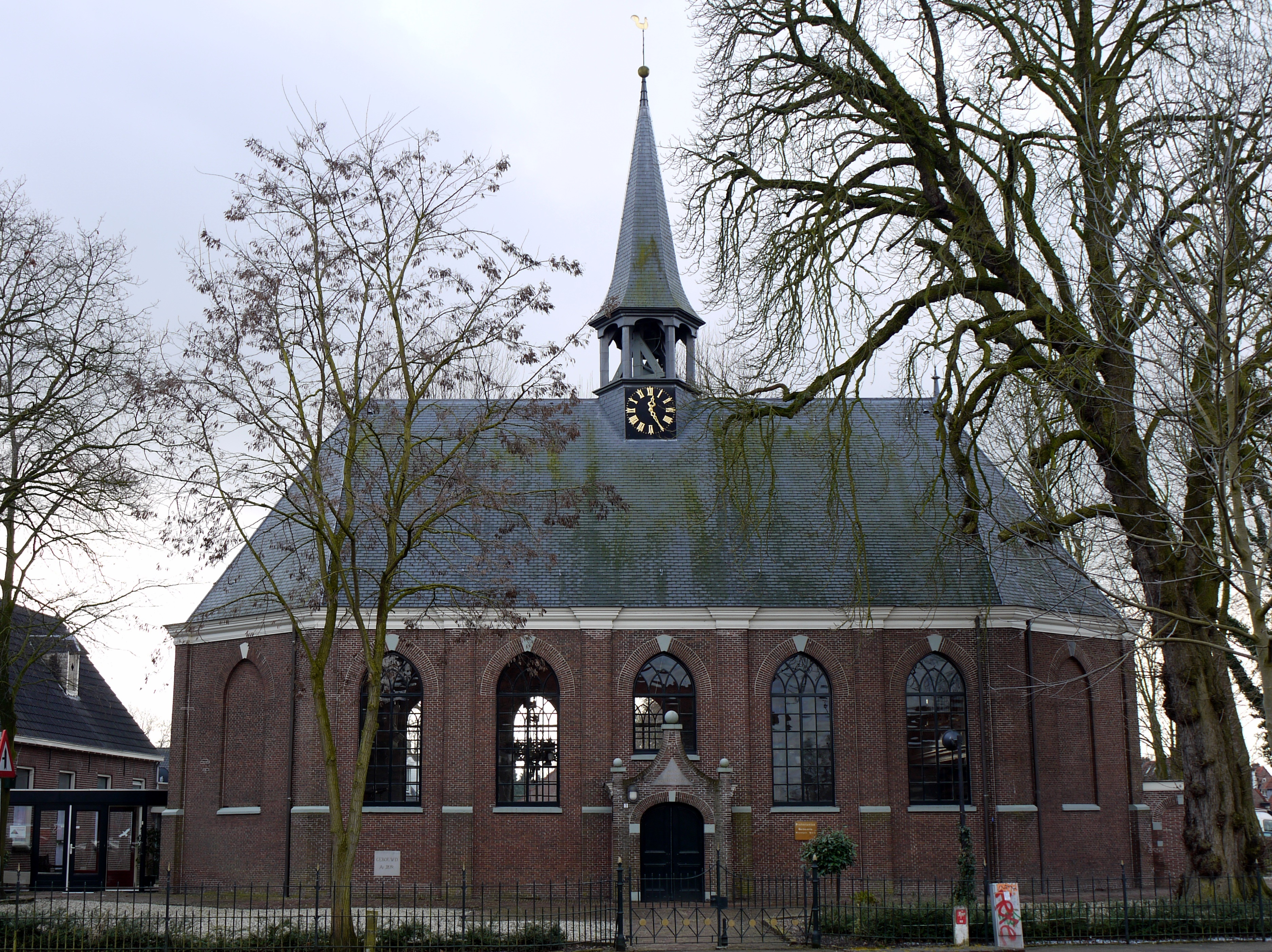
Iglesia reformada holandesa, 1819